# Havuzul Mare
Havuzul Mare este un monument al naturii de tip hidrologic în raionul Dubăsari, Republica Moldova. Este amplasat în partea de sud a orașului Dubăsari. Ocupă o suprafață de 1 ha. Obiectul este administrat de Primăria orașului Dubăsari.

## Descriere
Izvorul este amplasat în cartierul care-i poartă numele din orașul Dubăsari (în rusă Большой Фонтан – Bolșoi Fontan) și a fost atestat pentru prima dată în sec. al XIV-lea. Este bine amenajat, cu o construcție acoperită ce găzduiește fântâna de acumulare, garduri de piatră, trotuar și scări de acces spre țeavă de scurgere a apei.
Izvorul are apă rece, este oligomineral după gradul de mineralizare și descendent de vale din punct de vedere geologic. După compoziția chimică este un izvor cu apă hidrocarbonat-sulfatată–magneziu-calcică (HCO3 – SO4; Mg – Ca). Apa este potabilă, fără miros, incoloră, neutră (pH 7,65) și nepoluată cu nitrați (25 mg/l, adică 50% din concentrația maxim admisă).

## Statut de protecție
Izvorul este un obiect hidrologic de valoare națională, cu debit mare, de cca. 30 l/min. Este o sursă importantă de apă pentru locuitorii cartierului „Havuzul Mare”, în pofida faptului că aceștia au acces la apeductul orășenesc. Împrejurimile izvorului sunt bogate în specii de plante higrofite. Zona protejată este un element de recreație.
Din 1998, conform Legii nr. 1538 privind fondul ariior naturale protejate de stat, izvorul are statut de monument al naturii. În anexele legii, se atestă că acesta aparținea Întreprinderii Agricole „Puti Ilicea”. Între timp, izvorul a trecut la balanța Primăriei orașului Dubăsari.
Locuitorii cartierului „Havuzul Mare” și administrația orașului întreprind anual, începând cu 2006, acțiuni de amenajare și salubrizare. Aria protejată este amplasată la 150 m de cele mai apropiate căi rutiere și case de locuit. Uneori se practică pășunatul, iar la 50 m poate fi înregistrată depozitarea deșeurilor. Este necesară instalarea unui panou informativ.